# Elephant Lagoon
Elephant Lagoon är en lagun i Sydgeorgien och Sydsandwichöarna (Storbritannien). Den ligger i den nordvästra delen av Sydgeorgien och Sydsandwichöarna. Elephant Lagoon ligger 12 meter över havet. Trakten runt Elephant Lagoon består i huvudsak av gräsmarker.